# Orliónok

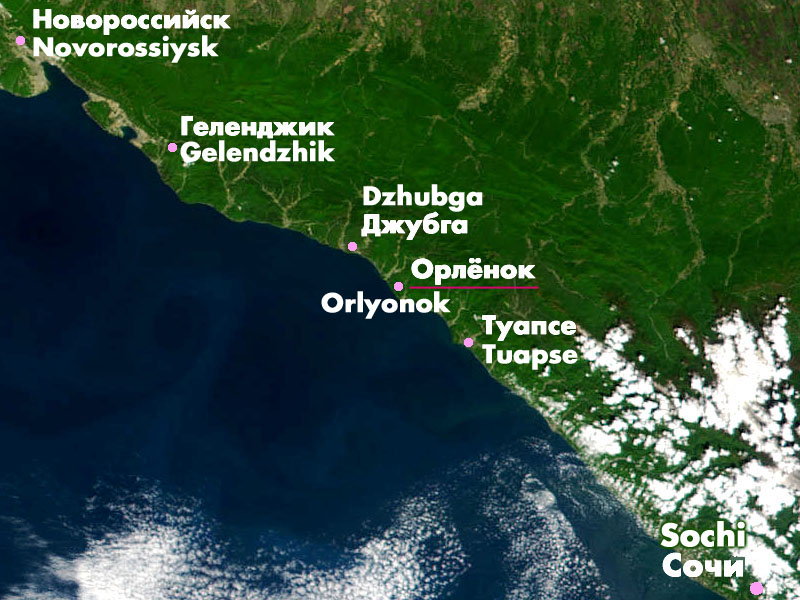
Localización del campamento vista satélite (este del mar Negro)

El Centro internacional para niños Orliónok (en ruso: Всероссийский детский центр "Орлёнок") es un campamento educativo para niños y jóvenes de entre 11 y 16 años de edad (de sexto a décimo curso en el sistema educativo ruso). El lugar se encuentra a orillas del mar Negro en el Krai de Krasnodar a 45 km de Tuapsé. El centro tiene la oficialidad del Servicio Federal de Educación.
Durante la Unión Soviética, recibió el nombre de "Campamento Orliónok de los Pioneros de la URSS" y formó parte de la Organización de Pioneros Vladímir Lenin en aquella época. Dicho centro fue condecorado con la Orden de la Insignia de Honor por parte del Komsomol por defender las obras sociales y civiles.
Orliónok recibe a jóvenes de diferentes regiones del país y del extranjero sin tener en cuenta el estatus social o afiliación. Durante la temporada primavera-verano pueden entrar más de 3500 niños y en los meses de otoño-invierno más de 1200. El número total anual es aproximadamente de 20.000 niños y niñas.

## Nombre
Orliónok es el diminutivo ruso de águila (Орёл, Oriol). La traducción al español sería en este caso «aguilucho». Algunas fuentes comentan que el origen del nombre es de una canción homónima popular de los pioneros sobre un joven de 16 años perteneciente al Ejército Rojo a punto de ser ejecutado durante la Guerra Civil Rusa por el bando enemigo (véase artículo de la Wikipedia rusa ru:Орлёнок (песня)). En la Pl. Memorial se encuentra una estatua que recibe el nombre de Orliónok. En Cheliábinsk, por su parte se encuentra una segunda de similares características.